# La Dame de chez Maxim (film, 1950)
Pour les articles homonymes, voir La Dame de chez Maxim (homonymie).
Pour plus de détails, voir Fiche technique et Distribution.
La Dame de chez Maxim est un film français réalisé par Marcel Aboulker, sorti en 1950.

## Synopsis
Après une folle nuit passée chez Maxim, le Docteur Montgicourt rentre chez lui en compagnie de la Môme Crevette. Le Général Petypon invite celle-ci dans son château pour les fiançailles de sa nièce et du Lieutenant Corrignon, amant de la Môme. La réception risque d'être très animée.

## Fiche technique
- Titre : La Dame de chez Maxim
- Réalisation : Marcel Aboulker
- Adaptation : Marcel Aboulker d'après la pièce de théâtre La Dame de chez Maxim de Georges Feydeau
- Dialogues additionnels : Robert Beauvais
- Musique : Paul Durand
- Photographie : Pierre Levent
- Montage : Jacques Grassi
- Société de production : Gaumont
- Pays d'origine : France
- Format : Noir et blanc - 1,37:1 - son Mono
- Genre : Comédie
- Durée : 88 minutes (1 h 28)
- Date de sortie : 
  - France : 15 septembre 1950
- Visa d'exploitation : 9838
- Affiche : Jacques Bonneaud (France)

## Distribution
- Saturnin Fabre : Général Petypon du Grêlé
- Arlette Poirier : La môme Crevette
- Jacques Morel : Docteur Petypon
- Robert Vattier : Docteur Montgicourt
- Marcelle Monthil : Mme Petypon
- Luc Andrieux : Etienne
- Jacques Fabbri : Le Duc
- Jean Marsan : Lieutenant Corrigon
- Colette Ripert : Clémentine
- Marcelle Praince : La duchesse
- Jacques Beauvais : Eugène (non crédité)
- Pierre Flourens (non crédité)
- Amédée (non crédité)
- Albert Rieux (non crédité)